# Frank Berryman
Generallöjtnant Sir Frank Horton Berryman, KCVO, CB, CBE, DSO född 11 april 1894 i Geelong i Victoria, död 28 maj 1981 i Rose Bay, New South Wales, var en australisk arméofficer som tjänstgjorde som general under andra världskriget. Han var son till en lokförare och gick med i Duntroon militärhögskola 1913. Hans klass examinerades tidigt efter att första världskriget bröt ut, och han tjänade på västfronten med fältartilleri. Efter kriget tillbringade han nästan tjugo år som major.